# Tizenegy dal
A Tizenegy dal Sztevanovity Zorán negyedik szólóalbuma, ami 1982-ben jelent meg.

## Történet
Az album a Magyar Rádióban készült Presser Gábor zenei rendezésében és a Hungarotonnál jelent meg 1982-ben. A felvételeken az LGT mellett Babos Gyula, Tolcsvay László és mások is közreműködtek.
Itt kapott helyet a hányatott sorsú Ne várd a májust című dal, Bródy János szerzeménye. A dalt Bródy 1968-ban írta, a prágai események hatása alatt. A cenzúra miatt természetesen nem jelenhetett meg, tizennégy év elteltével is csak úgy kerülhetett fel Zorán albumára, hogy egy versszakot kihagytak belőle. A rádió egy hosszabb változatot játszott már a lemez megjelenése előtti hónapokban, a betiltott versszak helyén dúdolással. Gyakran szerepelt a slágerlistákon. Ez a rádiófelvétel mindmáig kiadatlan maradt. Az első refrént és a dúdolást kivágták belőle, csupán az ily módon megkurtított változat került rá a Tizenegy dal c. albumra, a későbbi válogatáslemezekre is és Zorán későbbi koncertjein is így megkurtított változatban énekelte a dalt a betiltott versszak kihagyásával.
Az album ismert még kimagaslóan jó hangminőségéről. A Mocsáry Gábor által vágott hanglemezt az egyik legjobb hangzású, hazai gyártású könnyűzenei hanglemeznek szokták nevezni. Olykor mint az első magyar audiofil hanglemez jelzővel is illetik. 

## Az album dalai
Azokat a dalokat, amelyeknél a szerzők nincsenek megnevezve, Presser Gábor és Sztevanovity Dusán írta.

### A oldal
1. 34. dal – 4:42
2. Az ünnep – 3:55
3. Szeretnél-e még… (Babos Gyula – Sztevanovity Dusán) – 3:49
4. Ugye, nem zavar (Karácsony János – Sztevanovity Dusán) – 3:53
5. Hadd legyen – 3:45

### B oldal
1. De nincs béke (Sed non est pax) – 3:00
2. Mért lett másképp (Sztevanovity Zorán – Sztevanovity Dusán) – 3:05
3. Coda II. – 1:42
4. Ne várd a májust (Bródy János) – 3:41
5. Nálad (Somló Tamás – Sztevanovity Dusán) – 4:51
6. Hozzám tartozol – 3:20

## Külső hivatkozások
- Információk Zorán honlapján Archiválva 2007. január 1-i dátummal a Wayback Machine-ben
- Információk a Hungaroton honlapján